# Kalamina
Kalamina (łac. calaminum) – mieszanina tlenku cynku z tlenkiem żelaza(III), stosowana zewnętrznie w leczeniu świądu oraz podrażnień skóry o niewielkim nasileniu. Dawniej uzyskiwana jako sproszkowany hemimorfit, obecnie (2018) produkowana również przemysłowo.

## Historia
Własności kosmetyczne i lecznicze kalaminy były znane już w starożytnym Egipcie. Rzymscy lekarze Galen oraz Pedanios Dioskurydes, jak również Pliniusz Starszy, opisywali własności lecznicze kalaminy.

## Skład i mechanizm działania
Naturalnego pochodzenia kalamina wytwarzana jest z hemimorfitu (kalaminu) i zawiera tlenek cynku oraz węglan cynku. W chwili obecnej mieszanina produkowana przemysłowo zawiera tlenek cynku i 0,5% tlenku żelaza(III). Naturalnie występujący tlenek cynku oraz węglan cynku zawarte w balsamie kalaminowym mają właściwości łagodzące świąd. Cynk hamuje również degranulację komórek tucznych, a przez to zmniejsza wydzielanie histaminy, ważnego mediatora odpowiedzi zapalnej i indukującego świąd.

## Zastosowanie
- świąd o niewielkim nasileniu u dzieci i dorosłych[9]
- oparzenie słoneczne o małym nasileniu[10]
- wyprysk kontaktowy alergiczny wywołany roślinami z rodzaju Toxicodendron – T. radicans (ang. poison ivy), T. diversilobum (ang. Pacific poison oak), T. pubescens (ang. Atlantic poison oak) oraz T. vernix (ang. poison sumac)[11][12],
- owrzodzenie żylakowe (jeden ze składników hydrokoloidowego buta Unna)[13][14]
- świąd ciężarnych[15]

Kalamina znajduje się na wzorcowej liście podstawowych leków Światowej Organizacji Zdrowia (WHO Model Lists of Essential Medicines) (2017).
Kalamina nie jest zarejestrowana jako lek w Polsce (2018), natomiast jest stosowana jako składnik kosmetyków.

## Receptura
| Lotion kalaminowy                                         |          |
| Calamini                                                  | 8,0      |
| Zinci oxidum                                              | 8,0      |
| Glicerinum                                                | 2,0      |
| Magma betonitum                                           | 25,0     |
| Aqua Calcis                                               | ad 100,0 |
| stosowanie:                                               |          |
| Zewnętrznie, obficie na swędzącą skórę, 3–4 razy dziennie |          |

## Działania niepożądane
Kalamina jest zaliczana do substancji o minimalnej toksyczności dla ludzi. W rzadkich przypadkach może powodować nadwrażliwość lub podrażnienie. Balsam kalaminowy może naśladować obraz mikrozwapnień w mammografii.